# Leishmania donovani
Leishmania donovani és una espècie de protozou tripanosomàtid paràsit que produeix leishmaniosi visceral, també coneguda com a febre negre o febre Dumdum. El paràsit migra a l'interior dels òrgans com el fetge, l'espleni i la medul·la òssia. Si no es tracta provoca la mort de l'hoste. Els seus símptomes inclouen febre, pèrdua de pes, fatiga, anèmia i inflamació de la melsa i el fetge. Es dispersa amb un vector insecte, concretament mosquits de la sorra dels gèneres Phlebotomus i Lutzomyia. Durant el seu cicle de vida varia molt la seva morfologia. En els vertebrats existeixen sense flagel i en forma rodona d'amastigots quan invadeix macròfags. Els amastigots es fusionen amb els lisosomes i proliferen desenvolupant un fagolisoma.

## Infecció i cicle vital

Cicle vital de laLeishmania donovani